# 筧橋英烈傳
《筧橋英烈傳》（英語：Heroes of the Eastern Skies）為1977年7月7日首映的中國抗日戰爭題材電影，由中央電影公司改編自中華民國空軍草創初期抵抗侵華日軍侵略所拍攝之電影。劇情主要描述高志航、劉粹剛、李有幹、沈崇誨、閻海文、譚文等空軍英雄的戰鬥事蹟。
由於當時中影的特效拍攝技術不成熟，關於戰鬥機纏鬥特效部分，特別請來當時日本東映體系的幾位特攝製作團隊成員，包括三上陸男（特技監督）、川崎龍治（特技攝影）、鈴木昶（特技操演）、高橋章（特技美工）等人來台協助拍攝。

## 劇情概要
抗戰爆發前夕，駐紮南昌空軍基地的第四大隊大隊長高志航嚴格要求部屬。
上層傳來日本進攻蘆溝橋的消息，高志航緊急集合單位飛行員，要求眾人全日待命，並達成「在空中與敵人纏鬥並將其殲滅」的任務。他要求眾人在兩星期內完成各科目訓練，以特技飛行「英麥曼戰法」纏鬥，同時完成百分之百炸射任務。
崔永生再三練習仍感困難，高志航不以為然，表示要與崔員真槍實彈練習。崔員努力嘗試，卻因操作不慎導致飛機失速墜落爆炸。分隊長譚文面對室友過世十分傷心，對高志航感到不滿。
日本空軍在原田潔的領導下，決定對筧橋機場展開全面攻擊，派遣木更津海軍航空隊來犯。千鈞一髮之際，由高志航領導的中國空軍以有限的油料和較劣的裝備紛紛擊落日機，即「八一四空戰大捷」。
原田潔得知戰敗，決心以更多戰機報復，高志航料到此點，精心設計布陣，以己身作為欺騙敵機深入的誘餌，雙方幾番搏鬥，高志航的飛機中彈迫降，並且奉令至廬山養傷。在此次空戰表現亮眼，共打下敵機十六架。
日軍在中國各地進行全面轟炸，百姓流離失所，第四大隊繼續英勇抗敵，不少弟兄更因此失去性命。其中，李有幹的飛機起火，手無寸鐵的他跳傘逃生，竟被敵軍以機關槍掃射身亡壯烈成仁墜海，劉粹剛親眼目睹，對日人的殘忍痛恨異常十分光火,總站長石邦藩規勸冷靜仍不被劉粹剛所接受。李有幹殉職的消息傳回南昌空軍宿舍，秋霞撫衣痛哭，並追隨亡夫投河自盡。
沈崇誨駕駛飛機幾番炸射長江口日軍艦艇，機體不久冒煙著火。他先命令後座轟炸員陳錫純跳傘逃生，自己則將飛機衝向艦艇出雲號、英勇殉國，船隻立刻沈沒。
日軍在南京進行轟炸，國軍再度升空迎戰，柳哲生甚至連跳傘裝備都來不及穿就啟動飛機。戰爭中，海文被迫跳傘逃生，不巧落入日軍控制地區。他拿著沈崇誨留下的左輪手槍，一連擊殺多名日軍後舉槍自盡。
高志航身體康復，再度與同袍並肩作戰。眾人正感嘆飛機太少，新購買I-16戰鬥機外號小蒼蠅將運至蘭州，高隊長奉命帶領部下接機，並安排日軍稱「紅武士」的劉粹剛留守南京。南京周遭戰事吃緊，劉粹剛只得冒險開尚在維修的戰機勉強應付，劉粹剛反覆在空中掃射，讓日軍大敗撤退，可惜臨去前飛機失控，他讓機體衝撞日方坦克，為國捐軀。
高志航決心給日軍迎頭痛擊，與同袍擬定新戰略。同時，日軍也得知國軍行動，也準備於他們進行中途加油時，給予偷襲進攻。高隊長識破對方計謀，決定越過安康直飛周家口，日軍發覺後追擊，趁中國軍機加油時加以掃射。高志航先掩護同袍，並擊落日軍原田潔所乘戰機，自己卻在落地加油時，不幸遭炸彈擊中，為國捐軀。

## 劇本籌備
導演張曾澤自從接下本劇製作後，即著著手史實考據，他為了能夠「對歷史有交代」，除若干小情節「為了戲劇性的需要而稍有渲染」外，絕大部分都儘可能忠實歷史事實呈現。
開拍之初，張導便特地向空軍司令部情報署，調閱全劇發生時間的史實，即查閱了中日戰爭爆發的1937年7月至高志航殉國的11月21日間「空軍戰史」機密原稿之後，就展開訪談高志航所屬「空軍第四大隊」相關故舊人士的工作，包括時任參謀總長的賴名湯、空軍總司令司徒福、民航局長毛瀛初、前駐韓大使羅英德、百樂奶品公司負責人柳哲生、現已退休的曹世榮、孟昭勳，以及高志航的女兒高友良、閻海文烈士的二哥閻海學等。其中，曹世榮是在八一四空戰下午，與高志航在筧橋會合後，一同升空殺敵的親身參與者。更難得的是，劇組也找到了非洲經商的機械長于覺生，在高志航殉國當日為其座機發動螺旋槳，于覺生炸彈擊中時，被彈入附近壕溝，幸運逃過一劫。于覺生提供不少當日高志航的言行舉行，其中也包括他登機前義憤填膺的殺敵遺言，增添了本劇拍攝的真實面題材。
歷時數月的尋訪，不僅獲得關於集訓、作戰的第一手訊息，亦找到高志航的日記和劉粹剛夫人許希麟的書面資料。雖然辛苦費時，但導演、編劇及後製工作人員均獲益良多。導演張曾澤更稱：「這些真實史料，絕非編劇者所能向壁虛構。」為求謹慎，他還捧著劇本四處「核對」、「請益」，多方求證後，才結束編劇工作。
但當時的資訊，沒有像現代訊息這麼方便取得和充足，所以在拍攝完成後，仍有少部分與史實矛盾之處，但可說是瑕不掩瑜。

## 軍方支援
劇中有多個飛機、坦克、艦艇齊出的盛大戰爭場面，單靠民間力量絕無法達成，於是軍方是最重要的協助來源。例如拍攝「烈士沈崇誨自殺攻擊日艦出雲號的畫面，即是在左營外海取景。擔任出雲號的大道具，是二戰後國軍接收的日式驅逐艦。船艦依據舊照加裝排煙管，再重新粉刷一番，就被拖到海上「準備被炸」。
這部以「尊重史實」為傲的作品，由於製作條件的限制，仍有美中不足的細節，譬如：劇中日本海軍穿著的服裝僅是戴上帽子的國軍海兵；出雲號屬早期日艦，與該片使用的日式驅逐艦外型有六、七年差距；其中日軍在襲擊周家口所駕駛的飛機，其實是T-28教練機重新塗漆的仿品。
另外劉粹剛以戰機掃射敵軍，最終飛機中彈壯烈成仁的場面，軍方更扮演舉足輕重的支援角色。該畫面在陸軍北部「海湖攻堅基地」拍攝三天，共動員兩個團的兵力、約1500名兵士支援、坦克12輛、山砲機槍數門；陸軍輕航隊出動U-6機喬裝當年戰機，另撥借直昇機一架作為空中拍攝。如此籌畫，最終僅出現兩分鐘畫面，可見其用心。
空軍基地的外景，也必須有適合的景點。除上述的北部「海湖攻堅基地」與南部「左營海軍基地」，還包括被改裝成當時的南昌、南京、周家口、蘭州等機場的中南部各空軍基地。高志航被炸殉國的場面，則是在台南歸仁一處取景，而大部分的主戲則多安排在「屏東空軍基地」所佯裝的「南昌機場」。

## 主要演員
| 演员   | 角色       | 备注                                               |
| 梁修身 | 高志航     | 第四大隊 大隊長 座機IV-1號                         |
| 張復民 | 曹世榮     | 第四大隊 隊員 在劇中高志航叫他曹副官               |
| 江明   | 李桂丹     | 第四大隊 21中隊 中隊長 座機2101號                  |
| 楊奎玉 | 黃光漢     | 第四大隊 22中隊 中隊長 座機2201號                  |
| 安平   | 毛瀛初     | 第四大隊 23中隊 中隊長 座機2301號                  |
| 楊澤中 | 譚文       | 第四大隊 分隊長 座機2104號                         |
| 胡銘   | 苑金涵     | 第四大隊 隊員 座機2108號                           |
| 劉長鳴 | 賴名湯     | 第四大隊 22中隊 副隊長                             |
| 劉尚謙 | 司徒福     | 第四大隊 22中隊 初加入大隊的隊員，當時暫無固定座機 |
| 丁國勝 | 劉樹藩     | 第四大隊 隊員 座機2105號                           |
| 黃政   | 崔永生     | 第四大隊 隊員 座機2313號 訓練中失事殉職            |
| 江彬   | 李有幹     | 第四大隊 隊員 座機2207號                           |
| 金漢   | 劉粹剛     | 第五大隊 24中隊 中隊長 座機2401號                  |
| 馮海   | 沈崇誨     | 第二大隊 9中隊 分隊長                              |
| 游天龍 | 閻海文     | 第五大隊 隊員                                      |
| 胡銘   | 柳哲生     | 第四大隊 隊員 座機2102號                           |
| 薛漢   |            | 機械長                                             |
| 石雋   | 邢刑非     | 筧橋機場站長                                       |
| 王豪   | 石邦藩     | 中國空軍航空總站長 斷臂飛將軍 劇中缺左臂           |
| 汪威江 | 陸軍連長   |                                                    |
| 李菁   | 葉容然     | 高志航夫人                                         |
| 李明君 | 高友良     | 高志航女兒                                         |
| 胡茵夢 | 鄭秋霞     | 李有幹夫人                                         |
| 陳莎莉 | 許希麟     | 劉粹剛夫人                                         |
| 陳又新 | 高志航之父 |                                                    |
| 盧碧雲 | 高志航之母 |                                                    |
| 田野   | 原田潔     | 日軍空軍軍官                                       |
| 田文仲 | 日空軍     | 日軍空軍九六轟炸機 隊長                            |
| 李敏郎 | 日陸軍官   | 追擊閻海文日本陸軍軍官                             |
| 陳舊   | 日空軍     | 日軍空軍指揮部 軍人                                |

## 獎項
1977年，該片於第14届金马奖獲得最佳剧情片奖、最佳编剧奖、最佳导演奖、最佳彩色影片摄影奖、最佳剪辑奖（王其洋） 、最佳录音奖（忻江盛）。

## 幕後花絮
飾演高志航的演員梁修身，當時仍在電視台拍攝連續劇。為了詮釋好這位空戰英雄，不僅推掉多部戲約，還到嘉義的「志航基地」與飛行員一同生活作息，接受操縱飛機儀器及駕駛起飛降落的基本訓練。短暫的軍旅生活，令梁修身印象深刻，他回憶道：「那10天讓我整個脫胎換骨，充滿戰鬥氣息跟戰鬥意志。」電影上映後，梁修身的演出獲得好評。
「現在每次看這片，都還是感動到哭。」梁修身2007年接受訪問，看著三十年前的畫面仍久久不能自己。「身為中國空軍，怎麼能讓敵人的飛機飛到我們頭上！」念念不忘「空軍之神」的最後遺言，觸動心弦的激動仍存留心中。

## 與史實不符處
- 電影劇情中轟炸筧橋的木更津航空隊，但真實史實攻擊部隊為鹿屋航空隊。

- 電影劇情中沈崇誨於1937年8月19日駕駛904號機，為地面日軍砲火擊中，尾部冒煙，漸離隊形。瞄準日艦出雲號後，極速而下直接衝撞出雲號受到重創而沉沒，壯烈犧牲。但真實歷史是衝撞出雲號並未成功，1941年出雲號還在上海擊沉過英國炮艦海燕號。[7]

- 電影劇情中高志航在廬山養病，從收音機聽到樂以琴、鄭少愚、譚文、沈崇誨陣亡的消息，怒而摔杯。但真實歷史中沈崇誨於1937年8月19日陣亡，譚文於1937年9月3日陣亡、高志航1937年11月21日陣亡，樂以琴是1937年12月3日陣亡，而鄭少愚的陣亡時間更是1942年4月22日。所以按照時間軸線來看，高志航在廬山聽到收音機時，樂以琴、鄭少愚均仍在世。[8]

- 電影劇情中劉粹剛勉強駕駛剛維修的戰機，單機支援國軍戰鬥，後飛機衝撞日方坦克同歸於盡，為國捐軀。但真實歷史是1937年10月25日，劉粹剛奉命率3架飛機掩護八路軍反攻娘子關。26日，劉帶2架僚機從江蘇溧水機場起飛，到達洛陽加油。劉從未飛過山西航線，當時氣象條件很差，劉仍然堅持起飛，當晚8時飛到娘子關附近，但未能和八路軍取得陸空聯絡。因未能找到太原機場，劉決定飛回洛陽，在返回途中，三架飛機油量耗盡，劉發信號彈幫助兩位僚機駕駛員跳傘，自己堅持駕機迫降，但在高平縣城撞上魁星樓，當場死亡，年僅24歲。

- 電影劇情中高志航去蘭州接機後，飛至周家口時，遭遇日本軍機纏鬥中，擊落原田潔的座機。但真實歷史是原田潔到二次世界大戰結束前，依然在第13飛行師團 (日本陸軍)第1飛行團司令部擔任領導，軍銜大佐。並且在平成10年(1998年)，原田潔還出版其著作《第三十戦斗飛行集団　比島作戦史》一書。（1941年12月，日軍發動菲律賓戰役，日方稱『比島作戰』）[9]

## 外部連結
- 香港影庫上《筧橋英烈傳》的資料（繁體中文）
- 互联网电影数据库（IMDb）上《筧橋英烈傳》的资料（英文）